# Мельниця (Бурятія)
Ме́льниця (рос. Мельница) — селище Джидинського району, Бурятії Росії. Входить до складу Сільського поселення Желтуринське.
Населення — ненаселене (2015 рік).